# Tom Newman (scientifique)
Pour les articles homonymes, voir Tom Newman.
Tom Newman, étudiant diplômé de l'Université Stanford en 1985, fut l'une des deux personnes à relever l'un des deux défis proposés par le physicien lauréat du prix Nobel Richard Feynman lors de la réunion annuelle de la Société américaine de physique de 1959, au cours d'une conférence intitulée « There's Plenty of Room at the Bottom ».
Durant cette conférence, organisée cette année-là à Caltech, Feynman avait proposé deux défis, offrant un prix de 1 000 $ à la première personne qui résoudrait chacun d'eux. Les deux défis concernaient les nanotechnologies et le premier prix avait été remporté par William McLellan dès 1960.
Le deuxième défi nécessitait que quelqu'un parvienne à trouver un moyen permettant d'inscrire une page de livre sur une surface 25 000 fois plus petite que son impression standard (une échelle à laquelle tout le contenu de l'Encyclopædia Britannica de l'époque aurait pu tenir sur la tête d'une épingle).
Tom Newman remporta le prix lorsqu'il réussit a écrit la première page du Conte de deux cités de Charles Dickens à l'échelle requise, sur la tête d'une épingle, avec un faisceau d'électrons. Le principal problème qu'il rencontra avant de pouvoir prétendre au prix avait été de retrouver le texte après l'avoir écrit, la tête de l’épingle étant un immense espace vide comparé au texte qui y était inscrit.